# 헤로데 왕국
헤로데 왕국은 헤롯 대왕이 로마 원로원에 의해 "유대인의 왕"으로 임명되었을 때인 기원전 37년부터 로마 공화국의 종속국이었다. 헤롯이 기원전 4년에 죽자, 왕국은 그의 아들들 사이에서 헤로데 사두 정치 분열되었다.

## 같이 보기
- 코엘레 시리아
- 예루살렘 성전
- 헤로데 왕조